# Kolegiata św. Michała Archanioła w Ostrowcu Świętokrzyskim

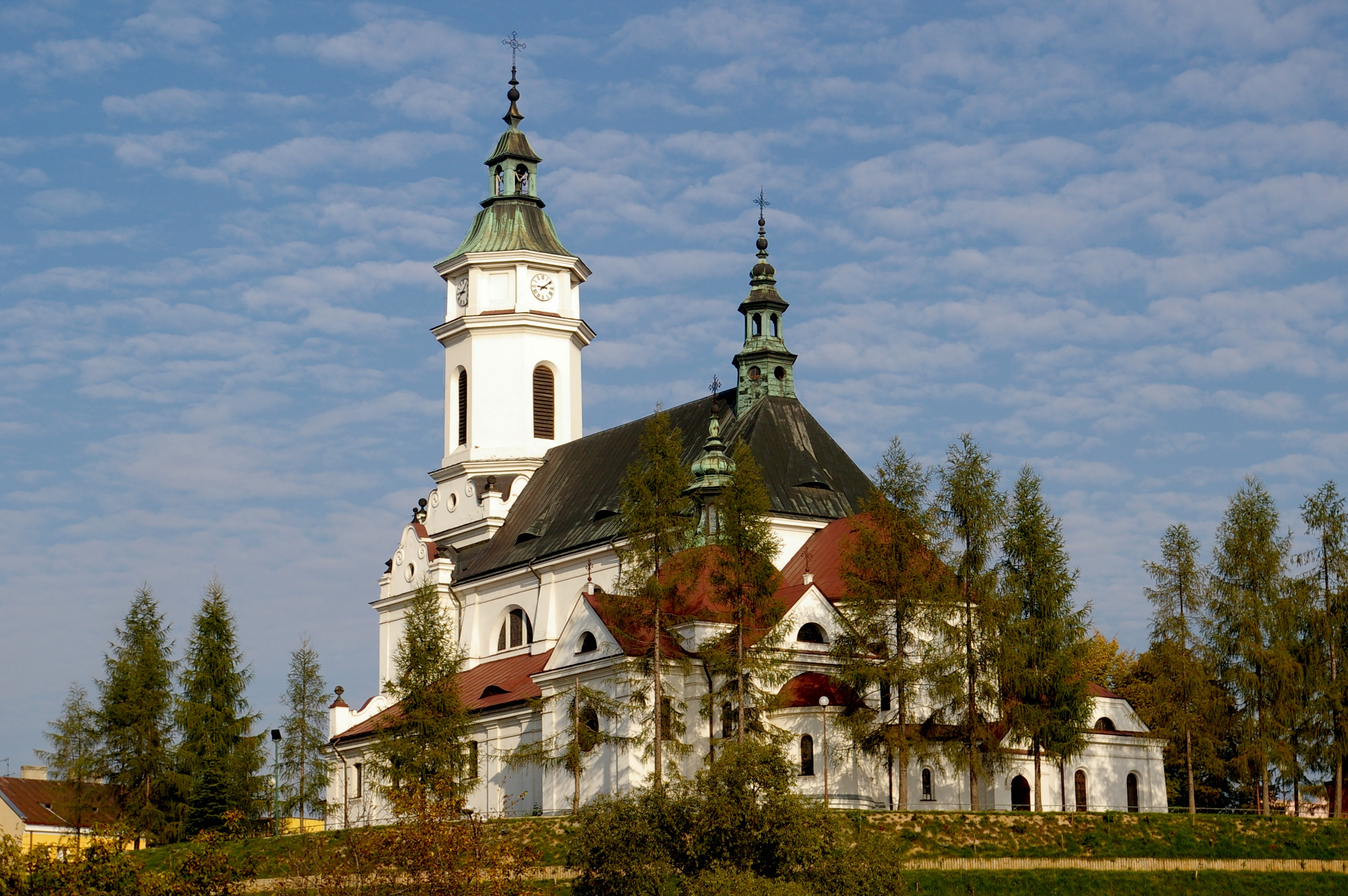
Widok na wzgórze kościelne z południowego wschodu

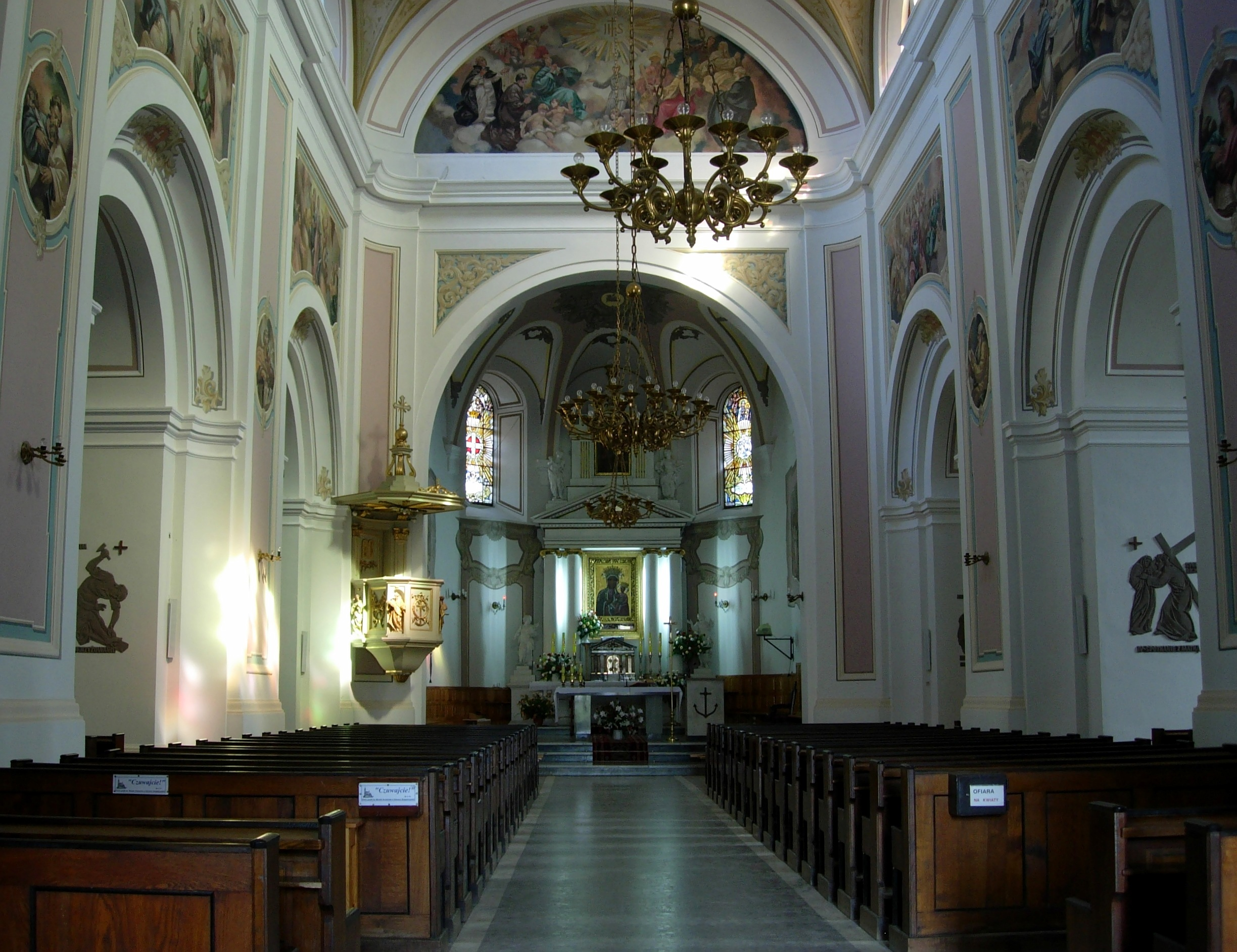
Wnętrze kościoła św. Michała

Kolegiata św. Michała Archanioła w Ostrowcu – kościół parafialny pw. św. Michała Archanioła ulokowany w centrum Ostrowca Świętokrzyskiego. Podniesiony do godności kolegiaty 12 czerwca 2000.

## Historia
Pierwszy kościół w Ostrowcu, pod wezwaniem św. Uriela Archanioła, ufundował książę Janusz Ostrogski w 1614 r. Konsekrował go 8 sierpnia 1614 r. biskup Walerian Łubieński. Kościół ten posiadał trzy ołtarze: z Archaniołem Urielem, św. Wawrzyńcem i z św. Marią Magdaleną. W 1637 r. obok kościoła wybudowano szpital dla ubogich. W 1644 r. wzniesiono budowlę murowaną. Kościół św. Uriela uległ zniszczeniu prawdopodobnie podczas najazdu Szwedów.
W 1672 r. kościół odbudowano w stylu barokowym i nadano mu nowe wezwanie św. Michała Archanioła. Ołtarz główny kościoła przedstawiał w tym czasie Niepokalane Poczęcie Najświętszej Marii Panny. W latach 1784–1803 świątynię odrestaurowano staraniem Konstancji z Denhoffów Sanguszkowej. Przed 1890 r. do kościoła dobudowano dwie frontowe wieże boczne ufundowane przez Władysława Laskiego.
W październiku 1907 r. bojownicy PPS dokonali w pobliżu kościoła zamachu na dwóch strażników fabrycznych. Wojsko rosyjskie otoczyło wówczas świątynię i dokonało rewizji uczestników mszy świętej.
7 września 1918 r. w kościele św. Michała odprawiał Mszę świętą wizytator apostolski Achille Ratti, od 1922 r. papież Pius XI.
W latach 1924–1928 kościół rozbudowano i przebudowano w stylu neobarokowym według projektu Stefana Szyllera. Nawa główna kościoła została podniesiona i przedłużona. Powstały nawy boczne, kaplica pogrzebowa, zakrystia oraz kościelna wieża. W 1944 r. powstał nowy kamienny ołtarz główny wykonany przez Józefa Jamroza.

## Hejnał Ostrowca Świętokrzyskiego
Codziennie o godzinie 12:00, a także podczas świąt i uroczystości lokalnych z wieży kolegiaty odgrywany jest hejnał Ostrowca Świętokrzyskiego, Zew młodych ostrowczan.